# وزارت منابع انسانی (مالزی)
وزارت منابع انسانی (به انگلیسی: Ministry of Human Resources) (مالایی: Kementerian Sumber Manusia) که به اختصار KESUMA یا MOHR نامیده می‌شود، یک وزارتخانه در دولت مالزی است که مسئولیت افزایش مهارت‌ها، نیروی کار، ایمنی و بهداشت شغلی، اتحادیه‌های کارگری، روابط صنعتی، دادگاه صنعتی، اطلاعات و تحلیل بازار کار و رفاه را بر عهده دارد. در روز ۴ مارس ۲۰۲۴، این وزارتخانه تغییر نام داد و به صورت رسمی شروع به استفاده از نام اختصاری KESUMA برای کلیه امور تجاری رسمی مرتبط با این وزارتخانه کرد.